# Paratonia
La rigidità paratonica o Gegenhalten è una forma di ipertonia alla mobilitazione passiva di un'articolazione in qualsiasi direzione in cui il grado di resistenza involontaria varia in base alla velocità della mobilitazione stessa.
Nella fattispecie, movimenti più rapidi comportano resistenze maggiori, mentre movimenti abbastanza lenti possono non elicitare (stimolare) alcun ipertono.
La rigidità paratonica si distingue dalla paralisi spastica (Sindromi piramidali o sindrome del motoneurone superiore) in quanto è una resistenza velocità-indipendente (non dipendente dai riflessi e dalla evocazione del riflesso miotatico); lo stato di paralisi è, infatti, caratterizzato da una condizione di ipertonia e iper-reflessia propriocettiva in cui il riflesso miotatico sfugge all'overdrive suppression corticale. La rigidità paratonica è dipendente solo da lesioni corticali (lobulo paracentrale) come attestato dalle sindromi ictali del circolo anteriore (sindrome dell'arteria cerebrale anteriore, ACA).
La rigidità paratonica è comune in molte forme di demenza, la sua prevalenza e severità correla con il grado di compromissione del paziente.